# San Lorenzo (Salvador)
Pour les articles homonymes, voir San Lorenzo.
San Lorenzo est une municipalité du département d'Ahuachapán au Salvador.

## Liens externes

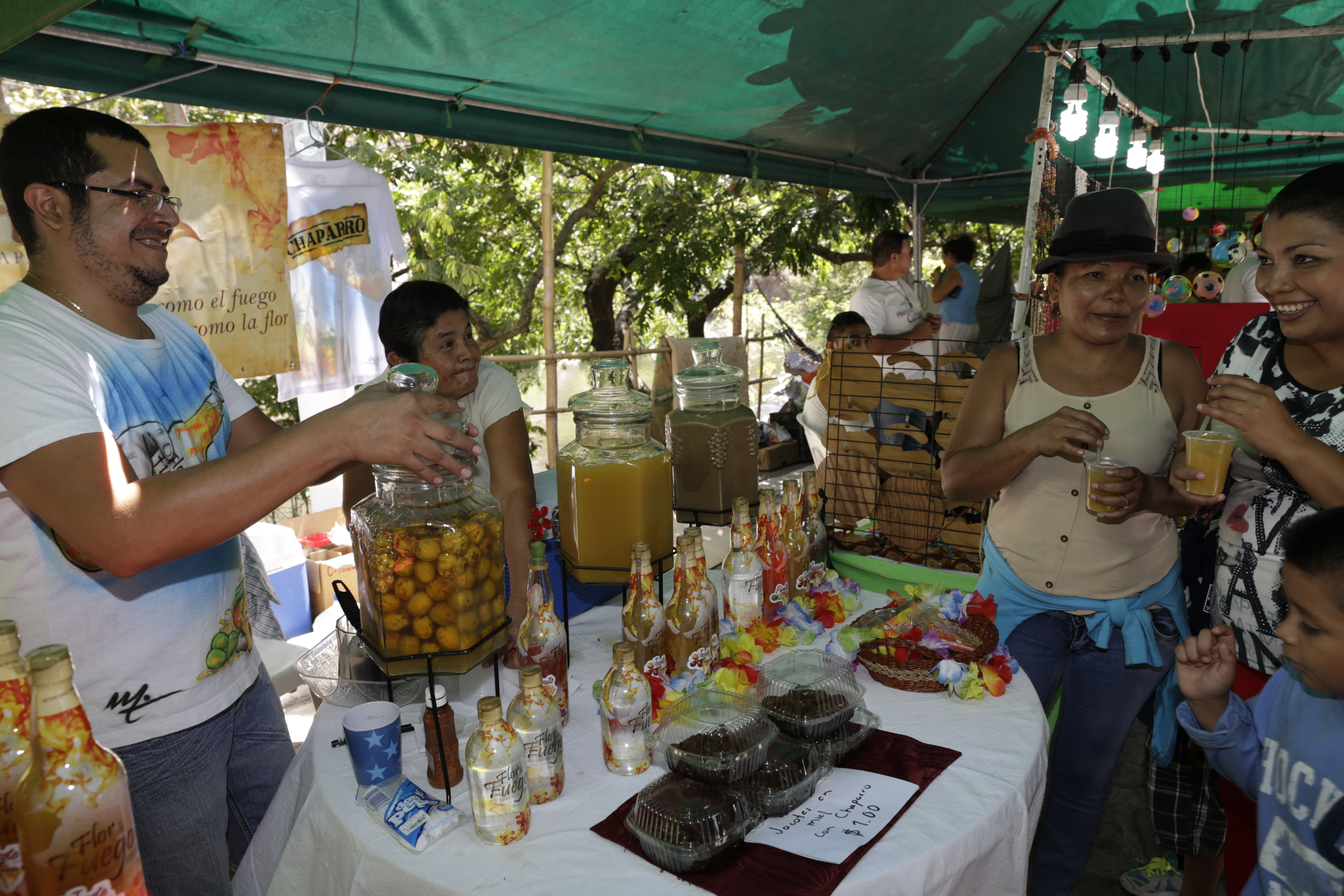
Quinto Festival del Jocote, Barón Rojo 2016, San Lorenzo, Ahuachapán.